# Bdelyrus pecki
Bdelyrus pecki là một loài bọ cánh cứng trong họ Bọ hung (Scarabaeidae).